# 菅尾磨崖仏

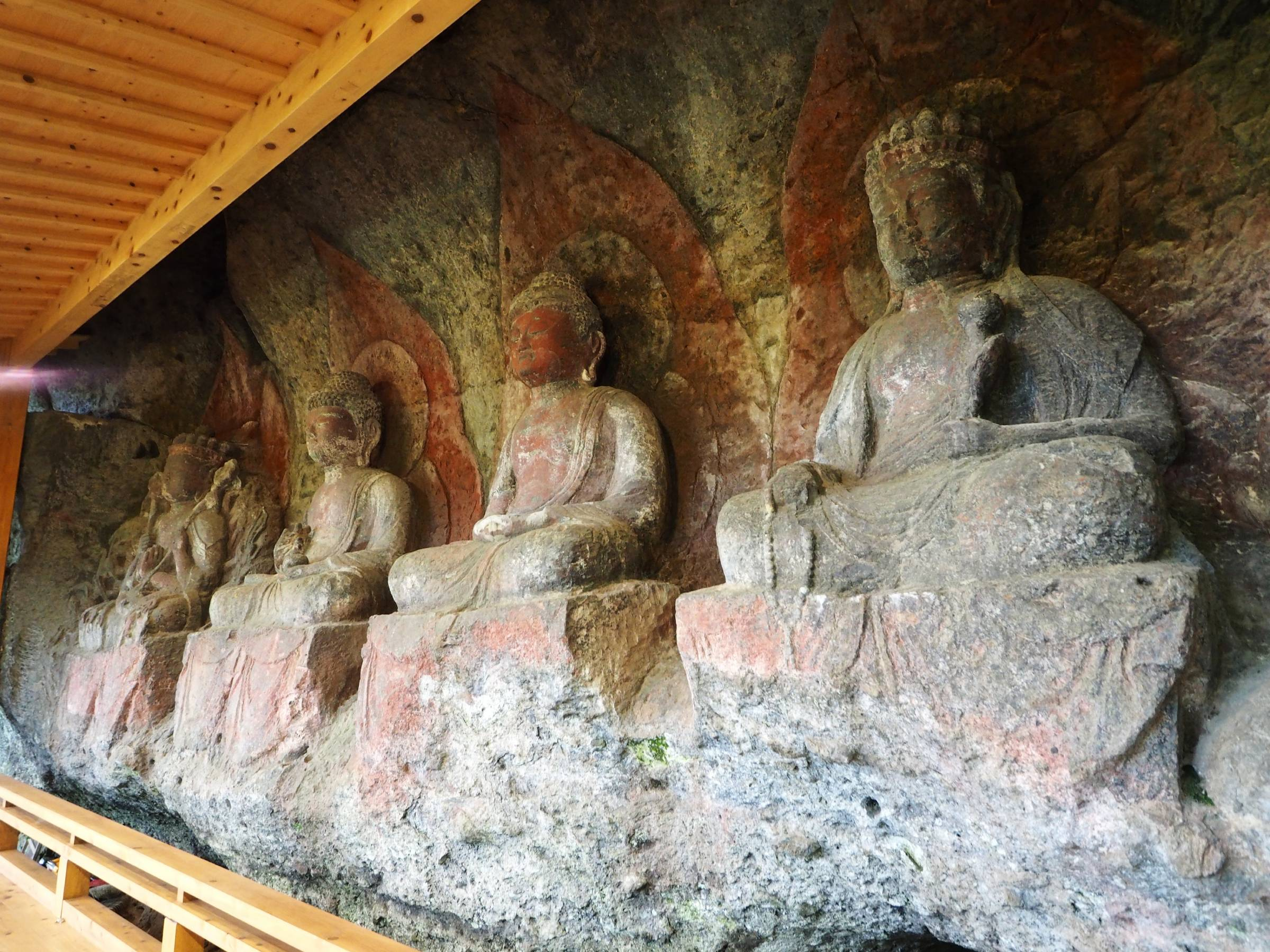
菅生磨崖仏

菅尾磨崖仏（すがおまがいぶつ）は、大分県豊後大野市三重町浅瀬の宇対瀬（うたいぜ）にある平安時代後期の磨崖仏である。国の重要文化財（1964年5月26日指定）及び史跡（1924年1月22日指定）に指定されている。
阿弥陀如来を中心に、右手に薬師如来、千手観音、左手に十一面観音、多聞天の5体の仏像が、凝灰岩の岩壁に西面して厚い半彫りで彫り出されている。保存状態は比較的良好で彩色がよく残っている。地元では昔から「岩権現」と呼びならわされている。